# Écluse du Kieldrecht
L'écluse du Kieldrecht ou écluse Deurganckdokde est une écluse située à Kieldrecht (Beveren), faisant partie du port d'Anvers en Belgique, reliant l'Escaut, via bassin de Deurganckdok, et le Port du Pays de Waes. La construction a démarré en octobre 2011 pour nécessiter au total 340 millions d'€ d'investissement et pour une inauguration le 10 juin 2016. À son inauguration, l'écluse était la plus grande au monde pour le volume, suivant les critères pris en compte, elle l'est toujours devant la Zeesluis IJmuiden aux Pays-Bas.
Elle supplée désormais l'écluse de Kallo (nl), plus petite, pour l'accès aux installations portuaires de la rive gauche de l'Escaut.

## Raison
Cette écluse relie le bassin de Deurganckdok, soumis à marée, au port du Pays de Waes, qui lui ne l'est pas.

## Descriptif
La distance entre les portes est de 500 mètres, la largeur est de 68 mètres, le fond est à 17,8 mètres sous le niveau de référence belge (TAW) et de 20,1 mètres sous le niveau de référence néerlandais (NAP). De plus, le niveau de la marée haute est près de 2 mètres au-dessus de celui de IJmuiden. L' écluse de Kieldrecht est donc la plus grande du monde en termes de volume et celle de IJmuiden est la plus grande en termes de surface. Elle a été inaugurée en 2016 et a nécessité un investissement de 382 millions d'euros.

## Permis
Le 12 février 2010, le permis d'urbanisme a été accordé. Le permis d'environnement a été accordé 6 jours après, le 18 mars 2010.